# NHL Entry Draft 1987
L'NHL Entry Draft 1987 è stato il 25º draft della National Hockey League. Si è tenuto il 13 giugno 1987 presso la Joe Louis Arena di Detroit.
Per la prima volta nella storia del Draft la manifestazione si svolse negli Stati Uniti, più precisamente presso la Joe Louis Arena di Detroit, sede degli incontri casalinghi dei Detroit Red Wings. Dall'introduzione dell'Entry Draft nel 1979 mai al primo giro furono selezionati solamente giocatori canadesi, e mai tutte e tre le prime scelte nel corso delle loro carriere presero parte all'NHL All-Star Game. L'ultima occasione nella quale si verificarono questi due casi fu l'ultimo Amateur Draft del 1978. Alcune fra le scelte migliori dell'intero draft arrivarono all'ottavo giro, nel quale furono selezionati i futuri All-Star Guy Hebert e Theoren Fleury.
I Buffalo Sabres selezionarono il centro Pierre Turgeon dai Granby Bisons, i New Jersey Devils invece come seconda scelta puntarono sull'ala sinistra Brendan Shanahan, proveniente dai St. Thomas Stars, mentre i New Jersey Devils scelsero in terza posizione il difensore Glen Wesley dei Portland Winter Hawks. Fra i 252 giocatori selezionati 138 erano attaccanti, 89 erano difensori mentre 25 erano portieri. Dei giocatori scelti 90 giocarono in NHL mentre due entrarono a far parte della Hockey Hall of Fame.

## Turni
|  | = NHL All-Star |  |  | = NHL All-Star e NHL All-Star Team |  |  | = Membro della Hall of Fame |

Legenda delle posizioni

A = Attaccante   AD = Ala destra   AS = Ala sinistra   C = Centro   D = Difensore   P = Portiere

### Primo giro
| #  | Giocatore             | Nazionalità | Squadra NHL                            | Squadra di provenienza       |
| -- | --------------------- | ----------- | -------------------------------------- | ---------------------------- |
| 1  | Pierre Turgeon (C)    | Canada      | Buffalo Sabres                         | Granby Bisons (QMJHL)        |
| 2  | Brendan Shanahan (AS) | Canada      | New Jersey Devils                      | St. Thomas Stars (GOJHL)     |
| 3  | Glen Wesley (D)       | Canada      | Boston Bruins (da Vancouver)           | Portland Winterhawks (WHL)   |
| 4  | Wayne McBean (D)      | Canada      | Los Angeles Kings (da Minnesota)       | Medicine Hat Tigers (WHL)    |
| 5  | Chris Joseph (D)      | Canada      | Pittsburgh Penguins                    | Seattle Thunderbirds (WHL)   |
| 6  | Dave Archibald (AD)   | Canada      | Minnesota North Stars (da Los Angeles) | Portland Winterhawks (WHL)   |
| 7  | Luke Richardson (D)   | Canada      | Toronto Maple Leafs                    | Peterborough Petes (OHL)     |
| 8  | Jimmy Waite (P)       | Canada      | Chicago Blackhawks                     | Chic. Saguenéens (QMJHL)     |
| 9  | Bryan Fogarty (D)     | Canada      | Quebec Nordiques                       | Kingston Canadians (OHL)     |
| 10 | Jayson More (D)       | Canada      | New York Rangers                       | New Westminster Bruins (WHL) |
| 11 | Yves Racine (D)       | Canada      | Detroit Red Wings                      | Longueuil Chevaliers (QMJHL) |
| 12 | Keith Osborne (AD)    | Canada      | St. Louis Blues                        | North Bay Centennials (OHL)  |
| 13 | Dean Chynoweth (D)    | Canada      | New York Islanders                     | Medicine Hat Tigers (WHL)    |
| 14 | Stéphane Quintal (D)  | Canada      | Boston Bruins                          | Granby Bisons (QMJHL)        |
| 15 | Joe Sakic (C)         | Canada      | Quebec Nordiques (da Washington)       | Swift Current Broncos (WHL)  |
| 16 | Bryan Marchment (D)   | Canada      | Winnipeg Jets                          | Belleville Bulls (OHL)       |
| 17 | Andrew Cassels (C)    | Canada      | Montreal Canadiens                     | Ottawa 67's (OHL)            |
| 18 | Jody Hull (AD)        | Canada      | Hartford Whalers                       | Peterborough Petes (OHL)     |
| 19 | Bryan Deasley (AS)    | Canada      | Calgary Flames                         | Michigan Wolverines (CCHA)   |
| 20 | Darren Rumble (D)     | Canada      | Philadelphia Flyers                    | Kitchener Rangers (OHL)      |
| 21 | Peter Soberlak (AS)   | Canada      | Edmonton Oilers                        | Swift Current Broncos (WHL)  |

### Secondo giro
| #  | Giocatore             | Nazionalità | Squadra NHL                         | Squadra di provenienza              |
| -- | --------------------- | ----------- | ----------------------------------- | ----------------------------------- |
| 22 | Brad Miller (C)       | Canada      | Buffalo Sabres                      | Regina Pats (WHL)                   |
| 23 | Ricard Persson (D)    | Svezia      | New Jersey Devils                   | Östersunds IK (Elitserien)          |
| 24 | Rob Murphy (C)        | Canada      | Vancouver Canucks                   | Laval Titan (QMJHL)                 |
| 25 | Stéphane Matteau (AS) | Canada      | Calgary Flames (da Minnesota)       | Medicine Hat Tigers (WHL)           |
| 26 | Rick Tabaracci (D)    | Canada      | Pittsburgh Penguins                 | Cornwall Royals (OHL)               |
| 27 | Mark Fitzpatrick (P)  | Canada      | Los Angeles Kings                   | Medicine Hat Tigers (WHL)           |
| 28 | Daniel Marois (AD)    | Canada      | Toronto Maple Leafs                 | Verdun Jr. Canadiens (QMJHL)        |
| 29 | Ryan McGill (D)       | Canada      | Chicago Blackhawks                  | Swift Current Broncos (WHL)         |
| 30 | Jeff Harding (AD)     | Canada      | Philadelphia Flyers (da Quebec)     | St. Michael's Buzzers (MetJHL)      |
| 31 | Daniel Lacroix (AS)   | Canada      | New York Rangers                    | Granby Bisons (QMJHL)               |
| 32 | Gordon Kruppke (D)    | Canada      | Detroit Red Wings                   | Prince Albert Raiders (WHL)         |
| 33 | John LeClair (AD)     | Stati Uniti | Montreal Canadiens (da St. Louis)   | Bellows Free Academy (USHS-Vermont) |
| 34 | Jeff Hackett (P)      | Canada      | New York Islanders                  | Oshawa Generals (OHL)               |
| 35 | Scott McCrady (D)     | Canada      | Minnesota North Stars (da Boston)   | Medicine Hat Tigers (WHL)           |
| 36 | Jeff Ballantyne (D)   | Canada      | Washington Capitals                 | Swift Current Broncos (WHL)         |
| 37 | Patrik Erickson (D)   | Svezia      | Winnipeg Jets                       | Brynäs (Elitserien)                 |
| 38 | Éric Desjardins (D)   | Canada      | Montreal Canadiens                  | Granby Bisons (QMJHL)               |
| 39 | Adam Burt (D)         | Stati Uniti | Hartford Whalers                    | North Bay Centennials (OHL)         |
| 40 | Kevin Grant (AS)      | Canada      | Calgary Flames                      | Kitchener Rangers (OHL)             |
| 41 | Bob Wilkie (D)        | Canada      | Detroit Red Wings (da Philadelphia) | Swift Current Broncos (WHL)         |
| 42 | Brad Werenka (D)      | Canada      | Edmonton Oilers                     | Northern Michigan Wildcats (CCHA)   |

### Terzo giro
| #  | Giocatore             | Nazionalità    | Squadra NHL                                | Squadra di provenienza          |
| -- | --------------------- | -------------- | ------------------------------------------ | ------------------------------- |
| 43 | Ross Wilson (AD)      | Canada         | Los Angeles Kings (da Buffalo)             | Peterborough Petes (OHL)        |
| 44 | Mathieu Schneider (D) | Stati Uniti    | Montreal Canadiens (da New Jersey)         | Cornwall Royals (OHL)           |
| 45 | Steve Veilleux (D)    | Canada         | Vancouver Canucks                          | Trois-Rivières Draveurs (QMJHL) |
| 46 | Simon Gagné (AD)      | Canada         | New York Rangers (da Minnesota)            | Laval Titan (QMJHL)             |
| 47 | Jamie Leach (AD)      | Canada         | Pittsburgh Penguins                        | Hamilton Steelhawks (OHL)       |
| 48 | Kevin Kaminski (C)    | Canada         | Minnesota North Stars (da Los Angeles)     | Saskatoon Blades (WHL)          |
| 49 | John McIntyre (C)     | Canada         | Toronto Maple Leafs                        | Guelph Platers (OHL)            |
| 50 | Cam Russell (D)       | Canada         | Chicago Blackhawks                         | Hull Olympiques (QMJHL)         |
| 51 | Jim Sprott (D)        | Canada         | Quebec Nordiques                           | London Knights (OHL)            |
| 52 | Dennis Holland (C)    | Canada         | Detroit Red Wings (da NY Rangers)          | Portland Winterhawks (WHL)      |
| 53 | Andrew MacVicar (AS)  | Canada         | Buffalo Sabres (da Detroit via New Jersey) | Peterborough Petes (OHL)        |
| 54 | Kevin Miehm (C)       | Canada         | St. Louis Blues                            | Oshawa Generals (OHL)           |
| 55 | Dean Ewen (AS)        | Canada         | New York Islanders                         | Spokane Chiefs (WHL)            |
| 56 | Todd Lalonde (AS)     | Canada         | Boston Bruins                              | Sudbury Wolves (OHL)            |
| 57 | Steve Maltais (AS)    | Canada         | Washington Capitals                        | Cornwall Royals (OHL)           |
| 58 | François Gravel (P)   | Canada         | Montreal Canadiens (da Winnipeg)           | Shawinigan Cataractes (QMJHL)   |
| 59 | Robert Nordmark (D)   | Svezia         | St. Louis Blues (da Montreal)              | Luleå (Elitserien)              |
| 60 | Mike Dagenais (D)     | Canada         | Chicago Blackhawks (da Hartford)           | Peterborough Petes (OHL)        |
| 61 | Scott Mahoney (AD)    | Canada         | Calgary Flames                             | Oshawa Generals (OHL)           |
| 62 | Martin Hosták (AD)    | Cecoslovacchia | Philadelphia Flyers                        | Swift Current Broncos (WHL)     |
| 63 | Geoff Smith (D)       | Canada         | Edmonton Oilers                            | St. Albert Saints (AJHL)        |

### Quarto giro
| #  | Giocatore            | Nazionalità | Squadra NHL                           | Squadra di provenienza                   |
| -- | -------------------- | ----------- | ------------------------------------- | ---------------------------------------- |
| 64 | Peter Eriksson (AS)  | Svezia      | Edmonton Oilers (da Buffalo)          | HV71 (Elitserien)                        |
| 65 | Brian Sullivan (AD)  | Stati Uniti | New Jersey Devils                     | Springfield Olympics (NEJHL)             |
| 66 | Doug Torrel (AD)     | Stati Uniti | Vancouver Canucks                     | Hibbing High School (USHS-Minnesota)     |
| 67 | Darwin McPherson (D) | Canada      | Boston Bruins (da Minnesota)          | New Westminster Bruins (WHL)             |
| 68 | Risto Kurkinen (AS)  | Finlandia   | Pittsburgh Penguins                   | JYP (SM-liiga)                           |
| 69 | Mike Sullivan (C)    | Stati Uniti | New York Rangers (da Los Angeles)     | Boston U. Terriers (Hockey East)         |
| 70 | Tim Harris (AD)      | Canada      | Calgary Flames (da Toronto)           | Pickering Panthers (OPJHL)               |
| 71 | Joe Sacco (AD)       | Stati Uniti | Toronto Maple Leafs (da Chicago)      | Medford High School (USHS-Massachusetts) |
| 72 | Kip Miller (C)       | Stati Uniti | Quebec Nordiques                      | Michigan St. Spartans (CCHA)             |
| 73 | John Weisbrod (C)    | Stati Uniti | Minnesota North Stars (da NY Rangers) | Choate Rosemary Hall (USHS-Connecticut)  |
| 74 | Mark Reimer (P)      | Canada      | Detroit Red Wings                     | Saskatoon Blades (WHL)                   |
| 75 | Darin Smith (AS)     | Canada      | St. Louis Blues                       | North Bay Centennials (OHL)              |
| 76 | George Maneluk (P)   | Canada      | New York Islanders                    | Brandon Wheat Kings (WHL)                |
| 77 | Matt DelGuidice (P)  | Stati Uniti | Boston Bruins                         | Saint Antelm College (NCAA)              |
| 78 | Tyler Larter (C)     | Canada      | Washington Capitals                   | S.S. Marie Greyhounds (OHL)              |
| 79 | Don McLennan (D)     | Canada      | Winnipeg Jets                         | Denver Pioneers (WCHA)                   |
| 80 | Kris Miller (D)      | Stati Uniti | Montreal Canadiens                    | Greenway High School (USHS-Minnesota)    |
| 81 | Terry Yake (C)       | Canada      | Hartford Whalers                      | Brandon Wheat Kings (WHL)                |
| 82 | Andy Rymsha (AD)     | Canada      | St. Louis Blues (da Calgary)          | Oshawa Generals (OHL)                    |
| 83 | Tomaz Eriksson (AS)  | Svezia      | Philadelphia Flyers                   | Djurgården (Elitserien)                  |
| 84 | John Bradley (P)     | Stati Uniti | Buffalo Sabres (da Edmonton)          | New Hampton School (USHS-New Hampshire)  |

### Quinto giro
| #   | Giocatore           | Nazionalità    | Squadra NHL                                       | Squadra di provenienza                             |
| --- | ------------------- | -------------- | ------------------------------------------------- | -------------------------------------------------- |
| 85  | Dave Pergola (AD)   | Stati Uniti    | Buffalo Sabres                                    | Belmont Hill School (USHS-Minnesota)               |
| 86  | Kevin Dean (D)      | Stati Uniti    | New Jersey Devils                                 | Culver Military Academy (USHS-Indiana)             |
| 87  | Sean Fabian (D)     | Stati Uniti    | Vancouver Canucks (da Vancouver via Philadelphia) | Hill-Murray High School (USHS-Minnesota)           |
| 88  | Teppo Kivelä (C)    | Finlandia      | Minnesota North Stars                             | HPK (SM-liiga)                                     |
| 89  | Jeff Waver (D)      | Canada         | Pittsburgh Penguins                               | Hamilton Steelhawks (OHL)                          |
| 90  | Mike Vukonich (C)   | Stati Uniti    | Los Angeles Kings                                 | Duluth Denfeld High School (USHS-Minnesota)        |
| 91  | Mike Eastwood (C)   | Canada         | Toronto Maple Leafs                               | Pembroke Lumber Kings (CJAHL)                      |
| 92  | Ulf Sandström (AS)  | Svezia         | Chicago Blackhawks                                | MODO (Elitserien)                                  |
| 93  | Rob Mendel (D)      | Stati Uniti    | Quebec Nordiques                                  | Wisconsin Badgers (WCHA)                           |
| 94  | Erik O'Borsky (C)   | Stati Uniti    | New York Rangers                                  | Yale Bulldogs (ECAC)                               |
| 95  | Radomir Brazda (D)  | Cecoslovacchia | Detroit Red Wings                                 | Pardubice (Extraliga)                              |
| 96  | Ken Gernander (AD)  | Stati Uniti    | Winnipeg Jets (da St. Louis)                      | Greenway High School (USHS-Minnesota)              |
| 97  | Petr Vlk (AS)       | Cecoslovacchia | New York Islanders                                | Dukla Jihlava (Extraliga)                          |
| 98  | Ted Donato (AS)     | Stati Uniti    | Boston Bruins                                     | Catholic Memorial High School (USHS-Massachusetts) |
| 99  | Pat Beauchesne (D)  | Canada         | Washington Capitals                               | Moose Jaw Warriors (WHL)                           |
| 100 | Darrin Amundson (C) | Stati Uniti    | Winnipeg Jets                                     | Duluth East High School (USHS-Minnesota)           |
| 101 | Steve McCool (D)    | Stati Uniti    | Montreal Canadiens                                | The Hill School (USHS-Pennsylvania)                |
| 102 | Mark Rousseau (D)   | Canada         | Hartford Whalers                                  | Denver Pioneers (WCHA)                             |
| 103 | Tim Corkery (D)     | Canada         | Calgary Flames                                    | Ferris State Bulldogs (CCHA)                       |
| 104 | Bill Gall (D)       | Stati Uniti    | Philadelphia Flyers                               | New Hampton School (USHS-New Hampshire)            |
| 105 | Shaun Van Allen (C) | Canada         | Edmonton Oilers                                   | Saskatoon Blades (WHL)                             |

### Sesto giro
| #   | Giocatore            | Nazionalità    | Squadra NHL           | Squadra di provenienza                               |
| --- | -------------------- | -------------- | --------------------- | ---------------------------------------------------- |
| 106 | Chris Marshall (AS)  | Stati Uniti    | Buffalo Sabres        | Boston College High School (USHS-Massachusetts)      |
| 107 | Ben Hankinson (AD)   | Stati Uniti    | New Jersey Devils     | Edina High School (USHS-Minnesota)                   |
| 108 | Garry Valk (AS)      | Canada         | Vancouver Canucks     | Sherwood Park Crusaders (AJHL)                       |
| 109 | Darcy Norton (AS)    | Canada         | Minnesota North Stars | Kamloops Blazers (WHL)                               |
| 110 | Shawn McEachern (AS) | Stati Uniti    | Pittsburgh Penguins   | Matignon High School (USHS-Massachusetts)            |
| 111 | Greg Batters (AD)    | Canada         | Los Angeles Kings     | Victoria Cougars (WHL)                               |
| 112 | Damian Rhodes (P)    | Stati Uniti    | Toronto Maple Leafs   | Richfield High School (USHS-Minnesota)               |
| 113 | Mike McCormick (AD)  | Stati Uniti    | Chicago Blackhawks    | Richmond Sockeyes (BCJHL)                            |
| 114 | Garth Snow (P)       | Stati Uniti    | Quebec Nordiques      | Mount St. Charles Academy (USHS-Rhode Island)        |
| 115 | Luděk Čajka (D)      | Cecoslovacchia | New York Rangers      | Dukla Jihlava (Extraliga)                            |
| 116 | Sean Clifford (D)    | Canada         | Detroit Red Wings     | Ohio State Buckeyes (CCHA)                           |
| 117 | Rob Robinson (D)     | Canada         | St. Louis Blues       | Miami RedHawks (CCHA)                                |
| 118 | Rob DiMaio (AD)      | Canada         | New York Islanders    | Medicine Hat Tigers (WHL)                            |
| 119 | Matt Glennon (AS)    | Stati Uniti    | Boston Bruins         | Archbishop Williams High School (USHS-Massachusetts) |
| 120 | Rich DeFreitas (D)   | Stati Uniti    | Washington Capitals   | St. Mark's School (USHS-Massachusetts)               |
| 121 | Joe Harwell (D)      | Stati Uniti    | Winnipeg Jets         | Hill-Murray High School (USHS-Minnesota)             |
| 122 | Les Kuntar (P)       | Stati Uniti    | Montreal Canadiens    | Nichols School (USHS-New York)                       |
| 123 | Jeff St. Cyr (D)     | Canada         | Hartford Whalers      | Michigan Tech Huskies (WCHA)                         |
| 124 | Joe Aloi (D)         | Canada         | Calgary Flames        | Hull Olympiques (QMJHL)                              |
| 125 | Tony Link (D)        | Stati Uniti    | Philadelphia Flyers   | Dimond High School (USHS-Arkansas)                   |
| 126 | Radek Toupal (C)     | Cecoslovacchia | Edmonton Oilers       | České Budějovice (Extraliga)                         |

### Settimo giro
| #   | Giocatore               | Nazionalità    | Squadra NHL           | Squadra di provenienza                       |
| --- | ----------------------- | -------------- | --------------------- | -------------------------------------------- |
| 127 | Paul Flanagan (D)       | Stati Uniti    | Buffalo Sabres        | New Hampton School (USHS-New Hampshire)      |
| 128 | Tom Neziol (AS)         | Canada         | New Jersey Devils     | Miami RedHawks (CCHA)                        |
| 129 | Todd Fanning (P)        | Canada         | Vancouver Canucks     | Ohio State Buckeyes (CCHA)                   |
| 130 | Timo Kulonen (D)        | Finlandia      | Minnesota North Stars | KalPa (SM-liiga)                             |
| 131 | Jim Bodden (C)          | Canada         | Pittsburgh Penguins   | Chatham Maroons (SOJHL)                      |
| 132 | Kyösti Karjalainen (AD) | Svezia         | Los Angeles Kings     | Brynäs (Elitserien)                          |
| 133 | Trevor Jobe (C)         | Canada         | Toronto Maple Leafs   | Moose Jaw Warriors (WHL)                     |
| 134 | Stephen Tepper (AD)     | Stati Uniti    | Chicago Blackhawks    | Westborough High School (USHS-Massachusetts) |
| 135 | Tim Hanus (AS)          | Stati Uniti    | Quebec Nordiques      | Minnetonka High School (USHS-Minnesota)      |
| 136 | Clint Thomas (D)        | Stati Uniti    | New York Rangers      | Bartlett High School (USHS-Arkansas)         |
| 137 | Mike Gober (AS)         | Stati Uniti    | Detroit Red Wings     | Laval Titan (QMJHL)                          |
| 138 | Todd Crabtree (D)       | Stati Uniti    | St. Louis Blues       | The Governor's Academy (USHS-Massachusetts)  |
| 139 | Knut Walbye (C)         | Norvegia       | New York Islanders    | Furusei Ishockey (GET-ligaen)                |
| 140 | Rob Cheevers (C)        | Stati Uniti    | Boston Bruins         | Boston College Eagles (Hockey East)          |
| 141 | Devon Oleniuk (D)       | Canada         | Washington Capitals   | Kamloops Blazers (WHL)                       |
| 142 | Tod Hartje (C)          | Stati Uniti    | Winnipeg Jets         | Harvard Crimson (ECAC)                       |
| 143 | Robert Kelley (AS)      | Stati Uniti    | Montreal Canadiens    | Matignon High School (USHS-Massachusetts)    |
| 144 | Gregg Wolf (D)          | Stati Uniti    | Hartford Whalers      | Buffalo Regals (EEMHL)                       |
| 145 | Peter Ciavaglia (C)     | Stati Uniti    | Calgary Flames        | Nichols School (USHS-New York)               |
| 146 | Marc Strapon (D)        | Stati Uniti    | Philadelphia Flyers   | Hayward High School (USHS-Wisconsin)         |
| 147 | Tomáš Sršeň (AS)        | Cecoslovacchia | Edmonton Oilers       | Kometa Brno (Extraliga)                      |

### Ottavo giro
| #   | Giocatore            | Nazionalità      | Squadra NHL                     | Squadra di provenienza                       |
| --- | -------------------- | ---------------- | ------------------------------- | -------------------------------------------- |
| 148 | Sean Dooley (D)      | Stati Uniti      | Buffalo Sabres                  | Groton School (USHS-Connecticut)             |
| 149 | Jim Dowd (C)         | Stati Uniti      | New Jersey Devils               | Brick Township High School (USHS-New Jersey) |
| 150 | Viktor Tjumenev (C)  | Unione Sovietica | Vancouver Canucks               | Spartak Mosca (URSS)                         |
| 151 | Don Schmidt (D)      | Canada           | Minnesota North Stars           | Kamloops Blazers (WHL)                       |
| 152 | Jiří Kučera (C)      | Cecoslovacchia   | Pittsburgh Penguins             | Dukla Jihlava (Extraliga)                    |
| 153 | Tim Roberts (D)      | Stati Uniti      | Buffalo Sabres (da Los Angeles) | Deerfield Academy (USHS-Massachusetts)       |
| 154 | Chris Jensen (D)     | Stati Uniti      | Toronto Maple Leafs             | Northwood School (USHS-New York)             |
| 155 | John Reilly (AS)     | Stati Uniti      | Chicago Blackhawks              | Phillips Academy (USHS-Massachusetts)        |
| 156 | Jake Enebak (AS)     | Stati Uniti      | Quebec Nordiques                | Northfield High School (USHS-Massachusetts)  |
| 157 | Chuck Wiegand (AD)   | Stati Uniti      | New York Rangers                | Essex Junction High School (USHS-Vermont)    |
| 158 | Kevin Scott (AS)     | Canada           | Detroit Red Wings               | Vernon Vipers (BCHL)                         |
| 159 | Guy Hebert (P)       | Stati Uniti      | St. Louis Blues                 | Hamilton Continentals (NCAA)                 |
| 160 | Jeff Saterdalen (AD) | Stati Uniti      | New York Islanders              | Bloomington Jefferson (USHS-Minnesota)       |
| 161 | Chris Winnes (AD)    | Stati Uniti      | Boston Bruins                   | Northwood School (USHS-New York)             |
| 162 | Thomas Sjögren (AD)  | Svezia           | Washington Capitals             | Västra Frölunda HC (Elitserien)              |
| 163 | Markku Kyllönen (AS) | Finlandia        | Winnipeg Jets                   | Oulun Kärpät (SM-liiga)                      |
| 164 | Will Geist (D)       | Stati Uniti      | Montreal Canadiens              | St. Paul Academy (USHS-Minnesota)            |
| 165 | John Moore (C)       | Canada           | Hartford Whalers                | Yale Bulldogs (ECAC)                         |
| 166 | Theoren Fleury (AD)  | Canada           | Calgary Flames                  | Moose Jaw Warriors (WHL)                     |
| 167 | Darryl Ingham (AD)   | Canada           | Philadelphia Flyers             | University of Manitoba (CIAU)                |
| 168 | Åge Ellingsen (D)    | Norvegia         | Edmonton Oilers                 | Storhamar Dragons (GET-ligaen)               |

### Nono giro
| #   | Giocatore            | Nazionalità    | Squadra NHL                      | Squadra di provenienza                       |
| --- | -------------------- | -------------- | -------------------------------- | -------------------------------------------- |
| 169 | Grant Tkachuk (AS)   | Canada         | Buffalo Sabres                   | Saskatoon Blades (WHL)                       |
| 170 | John Blessman (D)    | Canada         | New Jersey Devils                | Toronto Marlboros (OHL)                      |
| 171 | Craig Daly (D)       | Stati Uniti    | Vancouver Canucks                | New Hampton School (USHS-New Hampshire)      |
| 172 | Jarmo Myllys (P)     | Finlandia      | Minnesota North Stars            | Lukko Rauma (SM-liiga)                       |
| 173 | John MacDougall (AD) | Stati Uniti    | Pittsburgh Penguins              | New Preparatory School (USHS-Massachusetts)  |
| 174 | Jeff Gawlicki (AS)   | Stati Uniti    | Los Angeles Kings                | Northern Michigan Wildcats (CCHA)            |
| 175 | Brian Blad (C)       | Canada         | Toronto Maple Leafs              | Belleville Bulls (OHL)                       |
| 176 | Lance Werness (AD)   | Stati Uniti    | Chicago Blackhawks               | Burnsville High School (USHS-Minnesota)      |
| 177 | Jaroslav Ševčík (AS) | Cecoslovacchia | Quebec Nordiques                 | Kometa Brno (Extraliga)                      |
| 178 | Eric Burrill (AD)    | Stati Uniti    | New York Rangers                 | Tartan High School (USHS-Massachusetts)      |
| 179 | Mikko Haapakoski (D) | Finlandia      | Detroit Red Wings                | Oulun Kärpät (SM-liiga)                      |
| 180 | Rob Dumas (D)        | Canada         | St. Louis Blues                  | Seattle Thunderbirds (WHL)                   |
| 181 | Shawn Howard (D)     | Canada         | New York Islanders               | Penticton Vees (BCHL)                        |
| 182 | Paul Ohman (D)       | Stati Uniti    | Boston Bruins                    | St. John's Prep (USHS-Massachusetts)         |
| 183 | Ladislav Tresl (C)   | Cecoslovacchia | Quebec Nordiques (da Washington) | Kometa Brno (Extraliga)                      |
| 184 | Jim Fernholz (AD)    | Stati Uniti    | Winnipeg Jets                    | White Bear Lake High School (USHS-Minnesota) |
| 185 | Eric Tremblay (D)    | Canada         | Montreal Canadiens               | D.ville Voltigeurs (QMJHL)                   |
| 186 | Joe Day (C)          | Stati Uniti    | Hartford Whalers                 | St. Lawrence Saints (ECAC)                   |
| 187 | Mark Osiecki (D)     | Stati Uniti    | Calgary Flames                   | Wisconsin Badgers (WCHA)                     |
| 188 | Bruce MacDonald (AD) | Stati Uniti    | Philadelphia Flyers              | Loomis-Chafee School (USHS-Massachusetts)    |
| 189 | Gavin Armstrong (P)  | Canada         | Edmonton Oilers                  | RPI Engineers (ECAC)                         |

### Decimo giro
| #   | Giocatore          | Nazionalità | Squadra NHL                    | Squadra di provenienza                       |
| --- | ------------------ | ----------- | ------------------------------ | -------------------------------------------- |
| 190 | Ian Herbers (D)    | Canada      | Buffalo Sabres                 | Swift Current Broncos (WHL)                  |
| 191 | Pete Fry (P)       | Canada      | New Jersey Devils              | Victoria Cougars (WHL)                       |
| 192 | John Fletcher (P)  | Stati Uniti | Vancouver Canucks              | Clarkson Golden Knights (ECAC)               |
| 193 | Larry Olimb (C)    | Stati Uniti | Minnesota North Stars          | Warroad High School (USHS-Minnesota)         |
| 194 | Daryn McBride (AD) | Canada      | Pittsburgh Penguins            | Denver Pioneers (WCHA)                       |
| 195 | John Preston (C)   | Canada      | Los Angeles Kings              | Boston U. Terriers (Hockey East)             |
| 196 | Ron Bernacci (C)   | Canada      | Toronto Maple Leafs            | Hamilton Steelhawks (OHL)                    |
| 197 | Gary Slavin (P)    | Canada      | Winnipeg Jets                  | Portland Winterhawks (WHL)                   |
| 198 | Darren Nauss (AD)  | Canada      | Quebec Nordiques               | North Battleford North Stars (SJHL)          |
| 199 | Dave Porter (AS)   | Stati Uniti | New York Rangers               | Northern Michigan Wildcats (CCHA)            |
| 200 | Darin Banister (D) | Canada      | Detroit Red Wings              | UIC Flames (NCAA)                            |
| 201 | David Marvin (D)   | Stati Uniti | St. Louis Blues                | Warroad High School (USHS-Minnesota)         |
| 202 | John Herlihy (AD)  | Stati Uniti | New York Islanders             | Babson Beavers (NCAA)                        |
| 203 | Casey Jones (C)    | Stati Uniti | Boston Bruins                  | Cornell Big Red (ECAC)                       |
| 204 | Chris Clarke (D)   | Canada      | Washington Capitals            | Pembroke Lumber Kings (COJHL)                |
| 205 | Brett Barnett (AS) | Canada      | New York Rangers (da Winnipeg) | Wexford Raiders (OPJHL)                      |
| 206 | Barry McKinlay (D) | Canada      | Montreal Canadiens             | UIC Flames (NCAA)                            |
| 207 | Andy Cesarski (D)  | Stati Uniti | St. Louis Blues (da Hartford)  | Culver Military Academy (USHS-Indiana)       |
| 208 | Bill Sedergren (D) | Stati Uniti | Calgary Flames                 | Springfield Olympics (NEJHL)                 |
| 209 | Steve Morrow (D)   | Stati Uniti | Philadelphia Flyers            | Westminster School (USHS-Connecticut)        |
| 210 | Mike Tinkham (C)   | Stati Uniti | Edmonton Oilers                | Newburyport High School (USHS-Massachusetts) |

### Undicesimo giro
| #   | Giocatore            | Nazionalità    | Squadra NHL           | Squadra di provenienza                      |
| --- | -------------------- | -------------- | --------------------- | ------------------------------------------- |
| 211 | David Littman (P)    | Stati Uniti    | Buffalo Sabres        | Boston College Eagles (Hockey East)         |
| 212 | Alain Charland (C)   | Canada         | New Jersey Devils     | D.ville Voltigeurs (QMJHL)                  |
| 213 | Roger Hansson (AD)   | Svezia         | Vancouver Canucks     | Rögle (Elitserien)                          |
| 214 | Marc Felicio (P)     | Stati Uniti    | Minnesota North Stars | Northwood School (USHS-New York)            |
| 215 | Mark Carlson (AS)    | Stati Uniti    | Pittsburgh Penguins   | Philadelphia Jr. Flyers (ACJHL)             |
| 216 | Rotislav Vlach (AD)  | Cecoslovacchia | Los Angeles Kings     | PSG Zlín (Extraliga)                        |
| 217 | Ken Alexander (D)    | Canada         | Toronto Maple Leafs   | Hamilton Steelhawks (OHL)                   |
| 218 | Bill LaCouture (AD)  | Stati Uniti    | Winnipeg Jets         | Natick High School (USHS-Massachusetts)     |
| 219 | Mike Williams (P)    | Stati Uniti    | Quebec Nordiques      | Ferris State Bulldogs (CCHA)                |
| 220 | Lance Marciano (D)   | Stati Uniti    | New York Rangers      | Choate Rosemary Hall (USHS-Connecticut)     |
| 221 | Craig Quinlan (D)    | Stati Uniti    | Detroit Red Wings     | Hill-Murray High School (USHS-Minnesota)    |
| 222 | Daniel Rolfe (D)     | Canada         | St. Louis Blues       | Brockville Braves (OPJHL)                   |
| 223 | Mike Erickson (D)    | Stati Uniti    | New York Islanders    | St. John's Hill School (USHS-Massachusetts) |
| 224 | Eric LeMarque (C)    | Stati Uniti    | Boston Bruins         | Northern Michigan Wildcats (CCHA)           |
| 225 | Milos Vanik (C)      | Germania Ovest | Washington Capitals   | Wölfe Freiburg (Bundesliga)                 |
| 226 | Roger Rougelot (P)   | Stati Uniti    | Winnipeg Jets         | Wisconsin Capitols (USHL)                   |
| 227 | Ed Ronan (AD)        | Stati Uniti    | Montreal Canadiens    | Phillips Academy (USHS-Massachusetts)       |
| 228 | Kevin Sullivan (AD)  | Stati Uniti    | Hartford Whalers      | Princeton Tigers (ECAC)                     |
| 229 | Peter Hasselblad (D) | Svezia         | Calgary Flames        | Örebro (Elitserien)                         |
| 230 | Darius Rusnak (C)    | Cecoslovacchia | Philadelphia Flyers   | Slovan Bratislava (Extraliga)               |
| 231 | Jeff Pauletti (D)    | Stati Uniti    | Edmonton Oilers       | Minnesota Gophers (WCHA)                    |

### Dodicesimo giro
| #   | Giocatore              | Nazionalità      | Squadra NHL                       | Squadra di provenienza                    |
| --- | ---------------------- | ---------------- | --------------------------------- | ----------------------------------------- |
| 232 | Al MacIsaac (D)        | Canada           | Buffalo Sabres                    | Guelph Platers (OHL)                      |
| 233 | Neil Eisenhut (C)      | Canada           | Vancouver Canucks (da New Jersey) | Langley Hornets (BCHL)                    |
| 234 | Matt Evo (AS)          | Stati Uniti      | Vancouver Canucks                 | Country Day School (USHS-Massachusetts)   |
| 235 | Dave Shields (C)       | Canada           | Minnesota North Stars             | Denver Pioneers (WCHA)                    |
| 236 | Åke Lilljebjörn (P)    | Svezia           | Pittsburgh Penguins               | Brynäs (Elitserien)                       |
| 237 | Mikael Lindholm (AS)   | Svezia           | Los Angeles Kings                 | Brynäs (Elitserien)                       |
| 238 | Alex Weinrich (D)      | Stati Uniti      | Toronto Maple Leafs               | North Yarmouth Academy (USHS-Maine)       |
| 239 | Mike Lappin (C)        | Stati Uniti      | Chicago Blackhawks                | Northwood School (USHS-New York)          |
| 240 | Dan Brettschneider (C) | Stati Uniti      | Washington Capitals (da Quebec)   | Burnsville High School (USHS-Minnesota)   |
| 241 | Jesper Duus (D)        | Danimarca        | Edmonton Oilers (da NY Rangers)   | Rødovre Mighty Bulls (Superisligaen)      |
| 242 | Tomas Jansson (D)      | Svezia           | Detroit Red Wings                 | IK Tälje (Elitserien)                     |
| 243 | Ray Savard (AD)        | Canada           | St. Louis Blues                   | Regina Pats (WHL)                         |
| 244 | Will Averill (D)       | Stati Uniti      | New York Islanders                | Belmont Hill School (USHS-Massachusetts)  |
| 245 | Sean Gorman (D)        | Stati Uniti      | Boston Bruins                     | Matignon High School (USHS-Massachusetts) |
| 246 | Ryan Kummu (D)         | Canada           | Washington Capitals               | RPI Engineers (ECAC)                      |
| 247 | Hans-Goran Elo (P)     | Svezia           | Winnipeg Jets                     | Djurgården (Elitserien)                   |
| 248 | Bryan Herring (C)      | Stati Uniti      | Montreal Canadiens                | Dubuque Fighting Saints (USHL)            |
| 249 | Steve Laurin (P)       | Canada           | Hartford Whalers                  | Dartmouth Big Green (ECAC)                |
| 250 | Magnus Svensson (D)    | Svezia           | Calgary Flames                    | Leksand (Elitserien)                      |
| 251 | Dale Roehl (P)         | Stati Uniti      | Philadelphia Flyers               | Minnetonka High School (USHS-Minnesota)   |
| 252 | Igor' Vjaz'mikin (AS)  | Unione Sovietica | Edmonton Oilers                   | CSKA Mosca (URSS)                         |

## Selezioni classificate per nazionalità
| Pos. | Paese            | Selezioni |
|      | Nord America     | 215       |
| ---- | ---------------- | --------- |
| 1    | Canada           | 116       |
| 2    | Stati Uniti      | 99        |
|      | Europa           | 37        |
| 3    | Svezia           | 15        |
| 4    | Cecoslovacchia   | 10        |
| 5    | Finlandia        | 6         |
| 6    | Unione Sovietica | 2         |
| 6    | Norvegia         | 2         |
| 8    | Germania Ovest   | 1         |
| 8    | Danimarca        | 1         |